# Académica Palanca
Académica Palanca es un conjunto cómico-musical español formado en Madrid en 1989.

## Historia
Académica Palanca nace en 1989, cuando los cantautores Miguel Vigil, Antonio Sánchez y Javier Batanero se aburren de los convencionalismos existentes en el panorama artístico-musical de la época y forman un conjunto con los objetivos de huir de los tópicos, crear humor inteligente por medio de la sátira social y divertirse con ello.
El nombre viene de unos versos de Miguel de Unamuno que rezaban: "Salamanca, Salamanca, renaciente maravilla, académica palanca de mi visión de Castilla".
Miguel Vigil había desarrollado hasta entonces una carrera en diversas formaciones y también en solitario. Antonio Sánchez había colaborado como guitarrista de Joaquín Sabina después de haber compuesto la música de la célebre canción Pongamos que hablo de Madrid. Por su parte, Javier Batanero había llevado una carrera como solista, componiendo además algunas músicas para Sabina en el disco Hotel, dulce hotel. Tras juntarse en 1989, el público acoge con expectación su espectáculo, pasando rápidamente de actuar en pubs, a teatros y programas de televisión y radio. Su primer compacto, Académica Palanca, sale al mercado en 1992.
En 1995, aparece El misterio de las voces vulgares. En 1999 Javier Batanero abandona el proyecto para hacer carrera en el mundo del cine. El trío se transforma en dúo, manteniendo su esencia y sus metas. Con el paso del tiempo fichan al polifacético Luis Mari Moreno (Pirata). La casa discográfica Ventura conjunta sus dos compactos en 2001, en el doble CD Todas sus grabaciones.
En 2003 fallece Antonio Sánchez, una de las dos paredes maestras del grupo; y ya con Pirata dedicado a otros menesteres, entra a colaborar Mariano Vázquez. Sus objetivos y sus logros siguen vigentes, continuando con la originalidad que les caracteriza en sus funciones en directo y la búsqueda del humor inteligente.
En 2009 aparece Obsexión, con temas nuevos y un par de clásicos que permanecían inéditos discográficamente hablando. Mikel Herzog colabora como arreglista y productor. En 2010 Mariano y Miguel deciden de mutuo acuerdo disolver el grupo. Mariano se dedica desde entonces a la vida contemplativa y Miguel retoma su carrera en solitario. Miguel Vigil ha sacado dos nuevos trabajos: "No soy solo una cara bonita" (2013) y "Y yo sin estos pelos" (2020), y ha publicado varios libros.
El 29 de julio de 2024 fallece Miguel Vigil, víctima de un infarto,  en Ronda, Andalucía, lugar a donde fue a vivir desde Madrid, su tierra natal y profesional. 

### Discografía
- Académica Palanca (1992)
- El misterio de las voces vulgares (1995)
- Todas sus grabaciones (1992-1995) (2001)
- Obsexión (2009)